# Alexander Bah
Alexander Hartmann Bah, född 9 december 1997 i Årslev, är en dansk fotbollsspelare (högerback) som spelar för Benfica och Danmarks landslag.

## Uppväxt
Bah föddes i Årslev på ön Fyn, och är av gambisk härkomst. Han gick senare efterskoleutbildning vid ISI Idrætsefterskole i Ikast, där han också gjorde framträdanden för lokala Ikast FS.

## Klubbkarriär
Den 7 juni 2022 värvades Bah av Benfica, där han skrev på ett femårskontrakt.

## Landslagskarriär
Bah debuterade för Danmarks landslag den 11 november 2020 i en landskamp mot Sverige. 
I november 2022 blev Bah uttagen i Danmarks trupp till VM 2022.